# Bojan Đukić
Bojan Đukić (San Pietro-Vertoiba, 6 novembre 1986) è un calciatore sloveno, difensore del Kras.

## Carriera

### Club

#### Gorica
Cresce nelle giovanili del Vuteks Sloga, restandovi fino ai 20 anni, al 2006, quando passa al Gorica. Fa il suo esordio nel calcio il 5 maggio 2007, nel finale di campionato 2006-2007, vincendo 4-1 in casa contro il Maribor. Segna il primo gol in carriera all'ultima di campionato della stagione successiva, il 31 maggio 2008, nel 6-1 casalingo sul Livar, siglando il momentaneo 6-0. Resta 4 stagioni al Gorica, chiudendo con 79 presenze e 5 reti.

#### Primorje
Ad agosto 2010 passa al Primorje, esordendo l'8 agosto nella sconfitta per 3-2 in trasferta contro il Triglav in campionato, nella quale segna anche una rete, quella del momentaneo 1-0. Rimane soltanto fino a gennaio giocando 6 gare.

#### Koper
A gennaio 2011 si trasferisce al Koper, con il quale debutta il 26 febbraio nella vittoria per 2-1 in campionato sul campo del Domžale. Segna il primo gol il 16 aprile, quello del definitivo 1-1 in trasferta contro il Primorje in campionato. Rimane a Capodistria 2 stagioni e mezza nelle quali gioca 75 match segnando 6 gol.

#### Maccabi Petah Tiqwa
Prova per la prima volta un'esperienza al di fuori dei confini sloveni nella stagione 2013-2014 trasferendosi in Israele, al Maccabi Petah Tiqwa, in Ligat ha'Al, massima serie israeliana. Esordisce il 24 agosto 2013 nella sconfitta per 1-0 in trasferta in campionato contro l'Hapoel Ra'anana. Chiude la stagione con sole 4 presenze.

#### Portoroz Piran e Zavrc
Nella stagione 2014-2015 gioca per la prima metà al Portoroz Piran, in Tretja slovenska nogometna liga, terza serie slovena, e per la seconda allo Zavrč, in massima serie. Debutta il 1º marzo nella sconfitta per 3-0 sul campo del Krka in campionato. In questa seconda parte di stagione gioca 12 gare.

#### Krsko
A luglio 2015 va a giocare al Krško, altra squadra di massima serie. Il 19 luglio gioca la sua prima partita, vincendo 1-0 in casa in campionato contro il Celje. Il 12 agosto segna la prima rete, quella del definitivo 1-1 sul campo del Rudar Velenje in campionato. L'esperienza dura però soltanto 3 mesi, chiudendosi a settembre dopo 8 apparizioni e 1 gol.

#### Monfalcone
A settembre 2015 torna per la seconda volta all'estero, stavolta in Italia, ai friulani del Monfalcone, in Serie D. Esordisce il 10 ottobre 2015 nella sconfitta interna in campionato per 2-1 con il Campodarsego. Il 31 gennaio segna il primo gol, quello del momentaneo 1-0 in trasferta in campionato contro l'Abano, sfida finita 1-1. Ottiene la salvezza senza play-out chiudendo al 14º posto, ultimo utile, avendo ottenuto 26 presenze e 4 reti.

#### Delta Rovigo e Lignano
Il Monfalcone non si iscrive alla Serie D 2016-2017 e allora Đukić si accasa in un'altra squadra di Serie D, il Delta Rovigo. Debutta con i veneti il 4 settembre 2016, alla prima di campionato sul campo del Lentigione, perdendo per 2-1. Gioca 9 gare prima di scendere in Eccellenza, al Lignano.

#### Cjarlins Muzane
Nell'estate 2017 ritorna in Serie D, con i neopromossi friulani del Cjarlins Muzane. Esordisce il 2 settembre alla prima di campionato, giocando titolare nel pareggio per 2-2 in trasferta contro l'Arzignano. Segna la prima rete la settimana successiva, realizzando l'1-0 al 50' nella vittoria casalinga per 2-0 sul Mantova.

## Statistiche

### Presenze nei club
Statistiche aggiornate al 9 settembre 2017.
| Stagione        | Squadra             | Campionato      | Campionato | Campionato | Coppe nazionali | Coppe nazionali | Coppe nazionali | Coppe continentali | Coppe continentali | Coppe continentali | Altre coppe | Altre coppe | Altre coppe | Totale | Totale | Totale |
| Stagione        | Squadra             | Comp            | Pres       | Reti       | Comp            | Pres            | Reti            | Comp               | Pres               | Reti               | Comp        | Pres        | Reti        | Pres   | Reti   |        |
| --------------- | ------------------- | --------------- | ---------- | ---------- | --------------- | --------------- | --------------- | ------------------ | ------------------ | ------------------ | ----------- | ----------- | ----------- | ------ | ------ | ------ |
| 2006-2007       | Gorica              | PSNL            | 4          | 0          | PNZS            | 0               | 0               | UCL                | 0                  | 0                  | -           | -           | -           | 4      | 0      |        |
| 2007-2008       | Gorica              | PSNL            | 13         | 1          | PNZS            | 0               | 0               | CU                 | 0                  | 0                  | -           | -           | -           | 13     | 1      |        |
| 2008-2009       | Gorica              | PSNL            | 30         | 2          | PNZS            | 4               | 1               | CI                 | 4                  | 0                  | -           | -           | -           | 38     | 3      |        |
| 2009-2010       | Gorica              | PSNL            | 21         | 1          | PNZS            | 1               | 0               | UEL                | 2                  | 0                  | -           | -           | -           | 24     | 1      |        |
| Totale Gorica   | Totale Gorica       | Totale Gorica   | 68         | 4          | -               | 5               | 1               | -                  | 6                  | 0                  | -           | -           | -           | 79     | 5      |        |
| 2010-gen. 2011  | Primorje            | PSNL            | 6          | 1          | PNZS            | 0               | 0               | -                  | -                  | -                  | -           | -           | -           | 6      | 1      |        |
| gen.-giu. 2011  | Koper               | PSNL            | 14         | 1          | PNZS            | 2               | 0               | -                  | -                  | -                  | -           | -           | -           | 16     | 1      |        |
| 2011-2012       | Koper               | PSNL            | 28         | 3          | PNZS            | 3               | 0               | UEL                | 2                  | 0                  | -           | -           | -           | 33     | 3      |        |
| 2012-2013       | Koper               | PSNL            | 23         | 2          | PNZS            | 3               | 0               | -                  | -                  | -                  | -           | -           | -           | 26     | 2      |        |
| Totale Koper    | Totale Koper        | Totale Koper    | 65         | 6          | -               | 8               | 0               | -                  | 2                  | 0                  | -           | -           | -           | 75     | 6      |        |
| 2013-2014       | Maccabi Petah Tiqwa | LHA             | 4          | 0          | GHM             | 0               | 0               | -                  | -                  | -                  | -           | -           | -           | 4      | 0      |        |
| 2014-gen. 2015  | Portoroz Piran      | TSNL            | ?          | ?          | PNZS            | ?               | ?               | -                  | -                  | -                  | -           | -           | -           | ?      | ?      |        |
| gen.-giu. 2015  | Zavrč               | PSNL            | 12         | 0          | -               | -               | -               | -                  | -                  | -                  | -           | -           | -           | 12     | 0      |        |
| lug.-set. 2015  | Krško               | PSNL            | 8          | 1          | PNZS            | 0               | 0               | -                  | -                  | -                  | -           | -           | -           | 8      | 1      |        |
| set. 2015-2016  | Monfalcone          | D               | 26         | 4          | CI-D            | 0               | 0               | -                  | -                  | -                  | -           | -           | -           | 26     | 4      |        |
| lug.-dic. 2016  | Delta Rovigo        | D               | 9          | 0          | CI-D            | 0               | 0               | -                  | -                  | -                  | -           | -           | -           | 9      | 0      |        |
| dic. 2016-2017  | Lignano             | E               | ?          | ?          | -               | -               | -               | -                  | -                  | -                  | -           | -           | -           | ?      | ?      |        |
| 2017-2018       | Cjarlins Muzane     | D               | 2          | 1          | CI-D            | 0               | 0               | -                  | -                  | -                  | -           | -           | -           | 2      | 1      |        |
| Totale carriera | Totale carriera     | Totale carriera | 200        | 17         | -               | 13              | 1               | -                  | 8                  | 0                  | -           | -           | -           | 221    | 18     |        |